# 乌龙院大长篇
《乌龙院大长篇》是敖幼祥的《乌龙院》系列中的一部作品2005年在浙江省舟山市的一个小岛上创作出了该作。在2012年5月，该漫画以4868页宣布完结，为兩岸三地原创漫画最长纪录。2005年敖幼祥开始创作此漫画，到2012年一共在漫画杂志《漫画世界》上连载了7年时间。2017年4月26日动漫节宣布动画化，并有改编动画《乌龙院活宝传奇》。
书中以乌龙院的四师徒为主角，围绕秦始皇寻找长生不老药活宝展开一连串争斗的故事。

## 人物

### 乌龙院
- 长眉师父：乌龙院掌门人，本名“钱一独”，人如其名，见钱眼开，一毛不拔。对待两个徒弟虽然傲慢粗鲁，但却是典型的刀子嘴豆腐心。
- 胖师父：乌龙院副掌门，本名“莫老九”，外号“大头”，和长眉比起来较为慈祥，因此深受两个徒弟尊重和爱戴。
- 大师兄：乌龙院大师兄，精通师父教导的武术，只长肌肉不长智慧，为人善良、重情重义、名副其实的傻大个。
- 小师弟：乌龙院小师弟，单纯善良，整天埋头刻苦读书，知识比大师兄比起来更为渊博。

### 活宝
- 活宝“右”（宿主：艾飞→小师弟→猫奴）

长白山上诞生的万年老参，由于所修炼出的人形肉体能够让人类长生不老，因此注定她被人类互相争夺乃至自相残杀的命运。不但身体五处遭截断并分别藏于五个地点，主体被锁入秦朝地下墓穴长达1500年，如今被寻宝而破解门口暗号的小师弟发现，靠灵魂附身于将死的艾飞身上重获自由，开始跟随乌龙院寻找身体的旅程。
- 活宝“左”（宿主：张书生→沙客·阳）

长白山上诞生的另一活宝，和右共同出生并彼此相恋，直到被秦朝炼丹师追逐使右被捕获。被迫逃亡的他为了挽救爱人，找到当时于山上因患肺结核末期而想上吊自杀的张书生，附在他的病体身上长达1500年，如今自身躯体也被病体弄虚。直到后来被沙客·阳从身上剥离出去，并在他的允许下寄生在其身上，但心灵同时也被沙客·阳的野心和邪念影响，直到跟右重逢而得到控制。

### 石头城
- 菜捕头：石头城维护正义的当家捕头，乌龙院的朋友，虽然绝大多数时间会见风转舵，但为人还是相当仗义。
- 林公公：刑部总管，对待犯人极为凶残，有“末日阎魔”之称；同样也是寻找活宝的一份子。在断云山一战中重伤濒死，但被葫芦帮救活后改造成「战斗肌甲人」继续争夺活宝。
- 炮炮四兄弟：石头城里专门喜欢炸鞭炮的抢匪四人组，抢劫钱庄失败且被乌龙院捕获，后来证实他们身为林公公的线人。
- 鸭庄小霸王：经营烤鸭当铺“小霸王鸭庄”的老闆，虽自称“小霸王”，却讨厌别人吃“霸王餐”。
- 包整：继林公公后的新任刑部总管，会打白鹤掌，但为人十分正义，不像林公公那样阴险，新官上任三把火，口头禅为“包准整死你！”。

### 青林温泉
- 庞贵人（另有译名叫赵贵人）：青林温泉的神秘女子，满身凤凰刺青，秦朝时曾经是秦始皇身边的宠妃，靠吃活宝肉活到现在。如今花重金雇用乌龙院去找活宝，实际上是想通过他们来独吞活宝。
- 猫奴：庞贵人的忠诚随从，有着猫一般的敏捷身手，负责为乌龙院传递讯息；早期时话不多，成长后才开始对答如流。自幼被父母遗弃，是庞贵人对她伸出援助之手，对她有着养育之恩。
- 肥猫八斤：猫奴所养的八斤肥猫，虽然体形肥胖，但却有着敏捷身手，对猫奴极为忠诚。

### 断云山
- 艾寡妇：苦菊客栈屋主，丈夫艾迪生十年前离去后独自养家，变得整天愁眉苦脸、唉声叹气、叫苦连天，直到她被活宝救过一命后，性格变得超级乐观。
- 艾飞：艾寡妇的女儿，从小没有父亲陪伴之下变得独立坚强，和小师弟于山顶上寻宝坠入墓穴里重伤，被活宝·右附身才保住一命。
- 山羊大雄：苦菊客栈里的老山羊，由艾迪生养大，除了在客栈帮忙以外，还会偷偷跑到极乐岛协助主人艾迪生。
- 朱大：断云山猎户兼村长，一位名副其实的土匪，借过艾寡妇大笔生活费，一直想让她以身相许，直到被长眉还债并赶跑才罢休。
- 朱一、朱二兄弟：朱大的两个双胞胎儿子，养着一条名叫朱皮的猎犬。
- 醉猫：断云山脚下的醉猫酒馆老板，本人嗜酒如命，但无论是酒拳或酒量都相当差，比任何客人都会先醉倒。
- 肥肥：醉猫养的一只肥狗，对主人忠诚，但行动十分慢。
- 黑旋风：断云山一带出没的山贼，醉猫酒馆的常客，然而本人是一名外强中干的土匪。

### 沙客家族

#### 葫芦帮
- 胡阿露：葫芦酒家老板娘，人称“铁葫芦”，沙客·阳所成立的葫芦帮大姐头，拥有铁葫芦大力吸引功夫，侍奉沙客家族搜集有关活宝的一切情报。
- 马脸妞：葫芦帮一份子，出生时因意外而造成她的椭圆脸形，因此被叫做马脸；但从头到尾都是一名贪生怕死、见利忘义的墙头草，因而成为葫芦帮里存活最久的人。
- 葫芦三姐妹—糖葫芦、甜葫芦、蜜葫芦：葫芦帮的美丽三姐妹，除了是酒家陪酒的以外，还是心狠手辣的刺客。

#### 药王庄
- 沙客·阳：炼丹师·沙客家族的继承人，从小被父亲过度宠溺，因此有着豺狼一般的雄壮野心，负责为家族夺回活宝的过程中，也慢慢萌发自己得到活宝力量的点子。
- 季三伯／沙客·季：药王庄主药师，对药剂和医术方面有着极深的见解，被公认是华佗、扁鹊后的第三人。沙客·阳的哥哥，虽身为家族长子，但从小因事故而双腿残疾，遭受着父亲忽视，看着他将一切权利交付给弟弟沙客·阳。
- 左右护法—无尘、有俭：沙客家族的两位护法，无尘是拎着《沙客铁律之书》的坯子，有俭则是身材壮硕、善于精算的打手；两者均是深藏不露的武术高手；将保护沙客家族视为第一位，同时忠诚于沙客·阳。
- 老沙客／沙客老爷：沙客·阳和沙客·季的父亲，药王庄掌门人，刚过完七十大寿。眼里只有家族利益，一边为了争夺活宝不惜一切代价，另一边又必须保证儿子继承家业，见长子沙客·季落下残疾后决定废长立幼。
- 药王庄三大总管—司马宇、王庆永、丁思照：药王庄三大库房的文库、财库、药库的三位总管，每人掌握一把进入库房的钥匙，平时忠诚于老沙客。
- 六少主—六戒、钟铃、深海、宝塔、蛾茧、指南：效忠沙客家族的六支派炼丹师的二代少主，六个人各个身怀绝技，原本是为追查父亲去炼丹后下落不明的事情去药王庄问清楚。当得知各自父亲都横遭不测后，六戒因过于冲动而被季三伯体内的活宝原力冰冻杀害，让其余五人因恐惧而效忠季三伯。在残佛岭战斗中，宝塔也因为救初恋季三伯而牺牲，剩余四人困于崩塌的秦王墓中，但集体被沙客·一洗脑洗脑改造成听命行事的“四大攻击兽”。

#### 秦王墓
- 沙客·一：秦始皇御用的第一代炼丹师，沙客家族祖师爷，于秦朝负责为秦始皇炼长生不老药，因为和庞贵人相恋、加上她破坏封印放走活宝而遭斩首。死后篡弄庞贵人寻找活宝好让他重返人间，是争夺活宝之千年阴谋的幕后黑手。
- 死灵军团：沙客·一复活的死灵战士，遵从沙客·一的一切命令，主要是服侍且保护他。
- 秦俑兵团：沙客·一用符砂傀儡术赐予生命的秦俑，同样没有感情，作为沙客·一征服世界所用的强大军团，随后全部重新设计成战斗秦俑。

### 铁桶坡
- 铁莲：铁堡第五十代堡主，虽是女性，却勇猛顽强，毕生精力都领导著铁堡来抗击外围势力；当中包括二齿魔和沙客·一。
- 铁柱：铁堡战士队长，勇猛顽强、一身肌肉却头脑迟钝，程度和大师兄不相上下。
- 铁钉：铁堡高材生，头发类似铁钉，活泼好动的乐天派，擅长打造机械。
- 铁盲公：铁堡锻造大师，曾经被二齿魔抓瞎双眼而失明，后来靠苦练、锻炼出听觉和嗅觉来分辨钢材好坏。
- 午门屠刀三人组：铁莲雇用的三位职业杀手，集体被二齿魔的军队打败后，继续留下来协助铁堡。
- 二齿魔：一只凶恶无比的巨大兔子，活了近千年的兔妖，躲在铁桶坡地下持续肆虐铁堡长达数百年。
- 兔群：二齿魔身边的兔子群体，具有智商、凶猛并敌视人类, 其中迅猛兔為與人等高並實力強橫的個體。

### 五老林
- 四小姐·樱：神木村雕刻第一名的才女，同时是从树妖化为人形的红发女妖，一心只想期盼拯救五老林的金钥匙有朝一日能被人带来。
- 白虎：四小姐身边的大白虎，拥有能变成任何大小东西的变身能力，四小姐牺牲后被乌龙院收养。
- 樱花小鬼：四小姐身边的小树精随从。
- 五老林神木—桧、榕、樟、枫：四小姐之外的五老林四尊神木，随着木将军阵法的破解而重获新生。
- 村长：神木村的村长，经营雕刻馆。
- 荷包蛋：五老林客栈主，最会煎荷包蛋，失踪的丈夫林天一身为神木村第一雕刻师。
- 春卷：神木村的村民，荷包蛋的朋友，丈夫同样是失踪的雕刻师之一。

### 青春池
- 雪人族：一群与世无争、看守通往青春池入口的雪人一族，长久以来对相救牠们一命的沙客家族有恩。
- 半型人军团：受水观音改造失败的实验品，躲在完美帝国上方的「兽區」组成游击队进行反击。
  - 凸眼队长：青春池兽区的行动队长，外形类似青蛙。
  - 大头目：又称大队长，兽区的总指挥，外形类似海豹。
  - 诸葛亚：兽区的军师兼总參謀，外形类似墨鱼。

- 水观音／水将军：秦朝五行将军中排行老三，同时是唯一的女性，但她的贪婪和野心远超过秦始皇，欲建造完美帝国超越人类。计划失败后企图独吞地狱谷的活宝，最终被活宝·左蒸发掉身体的水分而毙命。
- 四凤凰—梅、兰、竹、菊：水观音在完美帝国里的四位随从，随着完美帝国的覆灭而一起被永埋地下。

### 地狱谷
- 辣婆婆：烤骨沙漠的绿洲“一点绿”之主管，身为火将军的后人，负责指引地狱谷方向和线索。她同时是一名美食主义者，爱“辣”如痴，尝过全天下各种辣菜。
- 张总管（张书生）：一点绿的总管，活宝·左的寄生主，带着肺结核病体活了一千多年。右的现身让他露出身份，得知已得不到她后决定买醉求死，被沙客·阳剥离左后痊愈病症和伤势，最后到苦菊客栈和艾寡妇生活在一起。
- 小西瓜：辣婆婆身边的最小侍从，跟在她身边最久。
- 小草莓、小苹果、小红柿、小葡萄：辣婆婆其他四位侍从。
- 江少右（水观音）：新潮流川菜达人，料理功夫高强的美少女，但却是由水观音假扮的参赛者。
- 欧阳担担、红油王子、阿咪师：金牌辣厨争霸赛的另外三位参赛者，均是厨艺高超、刀功了得、尝过天下百辣的料理专家。

### 极乐岛
- 艾迪生：艾寡妇失踪八年的丈夫，这段时间一直呆在极乐岛上试图夺取活宝之首，得知火山即将爆发后命令大雄回去搬救兵。
- 海龟群：生活在陆地通往极乐岛之间海域的海龟群，由一只巨大海龟带领，作为乌龙院和大雄前往极乐岛的重要功臣。
- 猴群：极乐岛上出没的猴子群体，凶猛且聪明，会使兵器，受被活宝之首附身的小猴率领。

### 猫空
- 猫姥姥：猫空的祭师兼掌门，猫奴的武术师父，是她继庞贵人之后的另一亲人。
- 猫小婵：猫姥姥的随从，虽然肥胖，但能歌善舞。
- 猫三姐妹：猫空的三姐妹，三人都比较嫉妒猫奴。

### 其他角色
- 菌月：活宝的天敌，起初被老沙客养在肚子里来对付活宝，引发提灵炼精破阵后逃出肚子，随后被小师弟无意间发现而拯救，在地下结茧成长后变成肥大毛毛虫的形态，并和小师弟共同冒险。
- 梁五／竄者小五：盗墓者，是进入秦王陵墓的三十二位盗墓者中唯一幸存者，身负剧毒重伤的他在濒死之际受季三伯救治而痊愈，但代价却是供出陵墓的重要情报。
- 六妹：小五的妹妹，也是唯一的亲人，与哥哥一起被卷入活宝争夺战中。
- 小七：小五饲养的一只通人性的小黄鼠，是盗墓者特别训练、在坑道负责带路的老鼠。
- 旭公主：当今皇上的妹妹，为人傲娇的她却也嫉恶如仇，深知活宝事端继续扩大则会波及朝廷，于是亲自挺身而出打算将之毁灭，对季三伯一见钟情。
- 四铁卫：旭公主的四位女随从，每一位都是武艺高强、决不退缩的强人。
- 魏板桥：制作秦俑的总工程师，拥有无与伦比的雕刻技艺，但无奈所做的秦俑全部变成魔王沙客·一的杀人兵器，此后决定不再助纣为虐。
- 魏小壶：魏板桥的女儿，跟父亲徒弟之一韩波相恋，但目睹他因犯小错就被魔王扔进火炉烧死，决定将记载战斗秦俑弱点的设计图交给菜捕头作为反抗。
- 黑桃阁主：古剑阁的主人，宇宙锋的拥有者，以收藏天下名剑以及任何高价值稀有物品而闻名，因此引起沙客·一与铁堡阵营两方争夺宇宙锋。

## 单行本
- 乌龙院大长篇漫画系列·卷三十三（2010—12）
- 乌龙院大长篇漫画系列·卷三十四、三十五（2011—01）
- Q版活宝1、2（2010—12）
- Q版活宝3（2011—1）
- 2011二月份·第一百五十二回
- 2011二月份·第一百五十三回

動畫 長白傳奇但現在一直都無法做好

## 乌龙院大长篇动画

### 制作团队
- 出品人：李儒奇
- 总导演：母一辉
- 技术总监：吴兴善（韩国）